# Sandridge
Sandridge – wieś w Anglii, w hrabstwie Hertfordshire, w dystrykcie St Albans. Leży 16 km na zachód od miasta Hertford i 33 km na północ od centrum Londynu. Miejscowość liczy 4808 mieszkańców.